# Calle Lluís Companys
La Calle Lluís Companys es una calle semipeatonal en el distrito Institutos-Templarios de Lérida (Cataluña, España). Incluye una plaza, Parque de l'Escorxador, con un monumento llamado Lluís Companys en honor al que fue presidente de la Generalidad de Cataluña entre 1934/1940 y ejecutado por un pelotón de fusilamiento. Se extiende desde Avenida de Cataluña hasta el Gran Paseo de Ronda a la altura de la Plaza de los Payeses. En esta calle se ubica la sede del Teatro Municipal de l'Escorxador. Recientemente se ha rehabilitado parte de la calle mediante el Plan E.